# Embalse del Guavio
Embalse del Guavio är en reservoar i Colombia.   Den ligger i departementet Cundinamarca, i den centrala delen av landet, 70 km öster om huvudstaden Bogotá. Embalse del Guavio ligger 1 619 meter över havet. Arean är 0,15 kvadratkilometer. I omgivningarna runt Embalse del Guavio växer i huvudsak städsegrön lövskog. Den sträcker sig 8,8 kilometer i nord-sydlig riktning, och 9,9 kilometer i öst-västlig riktning.
Följande samhällen ligger vid Embalse del Guavio:
- Gachalá (1 661 invånare)